# هفته بین‌المللی منتقدان
هفته بین‌المللی منتقدان (فرانسوی: Semaine de la Critique‎) در سال ۱۹۶۲ تأسیس شد. این رویداد توسط سندیکا منتقدان سینما فرانسه برگزار می‌شود. این مجموعه به دنبال نمایش یک فیلم به کارگردانی شرلی کلارک که توسط سندیکای منتقدان سینما فرانسه برای جشنواره کن ۱۹۶۱ برگزار شده بود، ایجاد شد.